# Britt Arenander
Britt Eleonora Arenander, född 30 september 1941 i Stockholm, död 15 juli 2022 i Spanien, var en svensk författare, översättare och journalist.
Arenander debuterade med romanen Steget (1968) och arbetade bland annat som journalist, socialassistent, sekreterare på Författarcentrum och pressekreterare på svenska Amnesty-sektionen.
Bland hennes översättningar märks böcker av Jean Rhys, Vikram Seth, Elie Wiesel och inte minst hennes översättning av de första fem banden i Anaïs Nins dagböcker.
Arenander var under en tid gift med regissören Gustav Wiklund och skrev även manus till hans film Sängkamrater från 1975. Hon är begravd på Sandsborgskyrkogården i Stockholm. Hon flyttade 1982 till Italien och bodde därefter i Danmark, Frankrike, Belgien och från 1996 till sin död i Spanien.

## Filmmanus
- 1975 – Sängkamrater

### Fotnoter
1. 1 2  Tjeckiska nationalbibliotekets databas, NKC-ID: av20231201095, läst: 17 november 2024.[källa från Wikidata]
2. ↑  https://www.dn.se/familj/dodsannonser/#/CaseInline/801141?query=britt%20arenander
3. ↑  ”Författaren Britt Arenander död”. Dagens Nyheter. 27 juli 2022. https://www.dn.se/kultur/forfattaren-britt-arenander-dod/. Läst 27 juli 2022.
4. 1 2  ”Gustav Wiklund”. Svensk Filmdatabas. http://sfi.se/sv/svensk-filmdatabas/Item/?type=PERSON&itemid=315803&iv=OVERVIEW. Läst 2 maj 2013.